# Björn Hedlund
Björn Alvar Hedlund, född 29 maj 1932 i Stockholm, död 1987 , var en svensk illustratör, målare, tecknare och textilkonstnär.
Han var son till fotografen Folke Hedlund och Britt Seth och 1955 gift med Helena Dahlgren. Hedlund studerade på Berghs reklamskola under slutet av 1940-talet och vid Otte Skölds målarskola i Stockholm 1950 och vid Académie Lhote i Paris 1951 samt under studieresor till Frankrike och Spanien. Separat debuterade han i en utställning i Eskilstuna 1952 och tillsammans med Lasse Hallberg på Studio Pegasus i Stockholm 1954. Han har medverkat i Expressens parisersalong och i vandringsutställningar med Sörmländska konstnärers förening. 
Under 1950-talet bodde han i ett konstnärskollektiv som kallades Lilla Kuckelbo, man var inhysta i porslinsmålaren Beth Crafoord Lundströms villa som var försedd med stora, magnifika ateljéfönster. I kollektivet ingick bland andra Lasse Hallberg, Jan Thunholm och periodvis Solveig Norrman. 
Som illustratör illustrerade han bland annat Katarina Taikons självbiografiska Katitzi-böcker och han var en flitigt anlitad tecknare för olika fackliga och politiska publikationer bland annat i Metallarbetaren, Aktuellt i Politiken, Folket och i Gatukontorets tidning Gatan. För Västsaharas befrielserörelse Polisario utförde han ideellt arbete genom att illustrera affischer och andra trycksaker som användes i kampanjen. Hedlund är representerad med ett självporträtt vid Eskilstuna konstmuseum.